# Васильевка (Красноярский район)
Васильевка — поселок в Красноярском районе Самарской области в составе сельского поселения Большая Раковка. 

## География
Находится на правом берегу реки Сок на расстоянии примерно 21 километр по прямой на северо-восток от районного центра села Красный Яр.

## Население
Постоянное население составляло 4 человека (русские 100%) как в 2002 году, 4 в 2010 году.